# 執法者
《執法者》又名《警網雙雄》，是1981年上映的一部香港電影，由陳全執導，尹志強、李修賢、周潤發主演。是香港首宗罕見非法移民案件。

## 演員
- 尹志強 飾 李威 （粵語配音：馮永和）
- 李修賢 飾 容天鵬（粵語配音：朱子聰）
- 周潤發 飾 吳滔（粵語配音：黃志成）
- 李麗麗 飾 容太太
- 關海山 飾 張天義（粵語配音：源家祥）
- 吳孟達 飾 麥基（粵語配音：盧雄）
- 葉德嫻 飾 麥太太
- 田豐 飾 陳振東爵士（粵語配音：盧雄）
- 王鍾 飾 陳忠（粵語配音：周永光）
- 秦沛 飾 嚴平（粵語配音：盧雄）
- 何容興 飾 宋萬年
- 潘冰嫦 飾 朱國興太太

## 外部連結
- 香港影庫上《執法者》的資料（繁體中文）
- 豆瓣电影上《執法者》的資料 （简体中文）
- 时光网上《執法者》的資料（简体中文）
- 互联网电影数据库（IMDb）上《執法者》的资料（英文）